# Harvey (Dakota Północna)
Harvey – miasto w Stanach Zjednoczonych, w stanie Dakota Północna, w hrabstwie Wells, położone nad rzeką Sheyenne.